# Фуллертон (Пенсільванія)
Фуллертон (англ. Fullerton) — переписна місцевість (CDP) в США, в окрузі Лігай штату Пенсільванія. Населення — 16 588 осіб (2020).

## Географія
Фуллертон розташований за координатами 40°37′52″ пн. ш. 75°28′48″ зх. д. / 40.63111° пн. ш. 75.48000° зх. д. (40.630987, -75.479918).  За даними Бюро перепису населення США в 2010 році переписна місцевість мала площу 9,62 км², з яких 9,52 км² — суходіл та 0,10 км² — водойми.

## Демографія
Згідно з переписом 2010 року, у переписній місцевості мешкало 14 925 осіб у 6387 домогосподарствах у складі 3877 родин. Густота населення становила 1552 особи/км².  Було 6699 помешкань (697/км²).
Расовий склад населення:
| - 75,8 % — білих - 8,6 % — чорних або афроамериканців - 5,8 % — азіатів - 0,4 % — корінних американців - 6,2 % — осіб інших рас |

До двох чи більше рас належало 3,2 %. Частка іспаномовних становила 14,6 % від усіх жителів.
За віковим діапазоном населення розподілялося таким чином: 21,5 % — особи молодші 18 років, 61,6 % — особи у віці 18—64 років, 16,9 % — особи у віці 65 років та старші. Медіана віку мешканця становила 39,0 року. На 100 осіб жіночої статі у переписній місцевості припадало 90,5 чоловіків;  на 100 жінок у віці від 18 років та старших — 86,8 чоловіків також старших 18 років.
Середній дохід на одне домашнє господарство  становив 60 747 доларів США (медіана — 53 172), а середній дохід на одну сім'ю — 69 263 долари (медіана — 62 195). Медіана доходів становила 52 367 доларів для чоловіків та 37 041 долар для жінок. За межею бідності перебувало 11,7 % осіб, у тому числі 15,9 % дітей у віці до 18 років та 9,3 % осіб у віці 65 років та старших.
Цивільне працевлаштоване населення становило 7673 особи. Основні галузі зайнятості: освіта, охорона здоров'я та соціальна допомога — 20,5 %, виробництво — 15,2 %, роздрібна торгівля — 13,6 %.